# Бахыт
Бахыт (каз. Бахыт, до 2001 г. — Спутник) — село в Мактааральском районе Туркестанской области Казахстана. Входит в состав Мактааральского сельского округа. Код КАТО — 514477900.

## Население
В 1999 году население села составляло 99 человек (50 мужчин и 49 женщин). По данным переписи 2009 года, в селе проживали 102 человека (52 мужчины и 50 женщин).